# Comte de Bridgewater
Pour les articles homonymes, voir Bridgewater.
Le titre de comte de Bridgwater a été créé deux fois dans la pairie d'Angleterre.
Les Egerton, comtes de Bridgwater (de la 2e création) deviennent ducs de Bridgwater dans la pairie de Grande-Bretagne de 1720 à 1803.

## Première création (1538)
- 1538-1548 : Henry Daubeney (1493-1548), 2e baron Daubeney[1].

Ce titre de comte s'éteint à sa mort.

## Deuxième création (1617)
- 1617-1649 : John Egerton (1579-1649), 1er comte et 2e vicomte Brackley, lord président de Galles. Fils du lord chancelier Sir Thomas Egerton ;
- 1649-1686 : John Egerton (1623-1686), 2e comte, lord-lieutenant de Buckinghamshire, Cheshire, Lancashire et Hertfordshire. Fils du précédent ;
- 1686-1701 : John Egerton (1646-1701), 3e comte, ministre d'État, premier lord de l'Amirauté. Fils du précédent ;
- 1701-1745 : Scroop Egerton (1681-1745), 4e comte, 1er duc de Bridgwater en 1720. Fils du précédent ;

## Duc de Bridgwater (1720)
- 1720-1745 : Scroop Egerton (1681-1745), 4e comte et 1er duc de Bridgwater ;
- 1745-1748 : John Egerton (en) (1727-1748), 5e comte et 2e duc. Fils du précédent ;
- 1748-1803 : Francis Egerton (1736-1803), 6e comte et 3e duc. Frère du précédent[2] ;

Le titre de duc s'éteint à sa mort.

## Deuxième création (1617)
- 1803-1823 : John William Egerton (1753-1823), 7e comte, cousin du précédent ;
- 1823-1829 : Francis Henry Egerton (1756-1829), 8e comte, prêtre anglo-catholique, meurt à Paris. Frère du précédent[3].

Le titre de comte s'éteint à sa mort.